# 장천로 (장수군)
장천로(Jangcheon-ro)는 전북특별자치도 장수군 장수읍에서 장수군 천천면까지 연결하는 도로이다.

## 주요 경유지
전북특별자치도
- 장수군 (장수읍. 천천면)

## 노선
| 이름         | 접속 노선                 | 소재지 | 소재지 | 비고                    |
| ------------ | ------------------------- | ------ | ------ | ----------------------- |
| 남동 교차로  | 국도 제13호선 (장수로)    | 장수군 | 장수읍 |                         |
| 송천삼거리   | 지방도 제742호선 (백장로) | 장수군 | 장수읍 | 지방도 제724호선과 중복 |
| 장수교(남단) |                           | 장수군 | 장수읍 | 지방도 제724호선과 중복 |
| 장수교       |                           | 장수군 | 장수읍 |                         |
| 장수사거리   | 싸리재로 시장로           | 장수군 | 장수읍 |                         |
| 장수 교차로  | 국도 제19호선 (장수로)    | 장수군 | 장수읍 |                         |
| 왕대교       |                           | 장수군 | 장수읍 |                         |
| 월곡삼거리   | 승마1로                   | 장수군 | 천천면 |                         |
| 남양교       |                           | 장수군 | 천천면 |                         |
| 남양삼거리   | 지방도 제726호선 (비룡로) | 장수군 | 천천면 | 지방도 제726호선과 중복 |
| 삼고교       |                           | 장수군 | 천천면 | 지방도 제726호선과 중복 |
| 고금삼거리   | 송탄로                    | 장수군 | 천천면 | 지방도 제726호선과 중복 |
| 천천삼거리   | 국도 제26호선 (진장로)    | 장수군 | 천천면 | 지방도 제726호선과 중복 |

## 주요 시설및 건물
- 한진택배 장수영업소 (장천로 119/두산리 484-23)
- GS칼텍스두산주유소 (장천로 122/두산리 479-5)
- 한국전력공사장수지사 (장천로 138/장수리 647)
- 장수 다문화가정희망센터 (장천로 146/장수리 591-4)
- 농협 장수농협 본점 (장천로 164/장수리 512-1)
- 파리바게트전북장수점 (장천로 168/장수리 512-6)
- 장수공용버스터미널(장천로 175/장수리 472-12)
- 장수신협본점 (장천로 179/장수리 474-2)
- Tworld 태산재리점 장수점 (장천로 181/장수리 474-4)
- CU 장수점 (장천로 188/장수리 456-10)
- 농협 장수농협 클린주유소 (장천로 194/장수리 455-8)
- 평화자동차공업사 (장천로 200/장수리 453-5)
- 농협 장수농협 하나로마트 북부점 (장천로 201/장수리 451)
- 1급장수자동차공업사 (장천로 203/장수리 443-5)
- 아성다이소 장수점 (장천로 204/장수리 453-2)
- CU 장수사과점 (장천로 220/장수리 420-4)
- 조은카서비스 (장천로 224/장수리 420-3)
- 장수파출소 (장천로 228/장수리 420-17)
- 장수읍 행정복지센터 (장천로 245/장수리 425)
- 장수군보건의료원 (장천로 247/장수리 425)
- 장수보건복지센터 (장천로 400/선창리 800)
- 천천면 행정복지센터 (장천로 1186/봉덕리 15-2)